# شاکی دیکسترا
شاکی دیکسترا (انگلیسی: Sjoukje Dijkstra؛ زادهٔ ۲۸ ژانویهٔ ۱۹۴۲) اسکیت‌باز نمایشی اهل هلند بود.